# Giuseppe Millico
Vito Giuseppe Millico, dit també Il Moscovita (Terlizzi, 19 de gener de 1737 – Nàpols, 2 d'octubre de 1802), fou un cantant castrat soprano, compositor i mestre de cant italià.
Sent molt jove va sofrir una mutilació, força freqüent en aquella època, i adquirí una bella veu de soprano, de forma que Gluck el considerà com un dels més notables cantors italians.
Fou contractat per la cort imperial russa del 1758 al 1765 i pel teatre Imperial de Viena entre el 1770 i el 1771, actuant en l'interval a diverses ciutats italianes.
Després cantà a Londres i Berlín, retornat a la seva pàtria a finals de 1774 i actuant a Venècia, Milà, Florència i Roma fins al 1780, data en què ingressà en la capella del rei de Nàpols. Posteriorment es va dedicar a la composició i a l'ensenyament.
Entre les seves composicions es compten les òperes: La pietà d'amore i Zelinda, representades a Nàpols, i les composicions: Nanna per far dormire i bambini, les cantates Il pianto d'Erminia, La morte di Clorinda, La nutrici d'Ubaldo, àries, canzonette, etc.